# Inja
Inja (russisk: Иня) er en flod i Kemerovo og Novosibirsk oblast i Rusland. Den er en højre biflod til Ob. Den er 663 km lang, med et afvandingsområde på 17.600 km².
Inja har sit udspring i et højdedrag i den centrale del af Kuznetskbækkenet, på 300 moh, og løber derefter gennem Kemerovo oblast i en hovedsagelig vestlig retning, senere Novosibirsk oblast, og munder til slut ud i Ob, kun 5 km sydøst for centrum af byen Novosibirsk, på 92 moh.
Ved landsbyen Berjosovka, omkring 30 km fra mundingen, er flodens gennemsnitlige decharge på 47,0 m³/s (minimum i februar med 8,6 m³/s, maksimum i maj med 195 m³/s). Nær mundingen er floden omkring 60 m bred, 1,5 m dyb, og strømhastigheden er omkring 0,2 m/s. De vigtigste bifloder er Kasma (russisk: Касьма), Ur (russisk: Ур) og Batsjat (russisk: Бачат), alle fra venstre.
Ved Inja ligger byerne Polysajevo, Leninsk-Kuznetskij og Togutsjin. Floden løber gennem et relativt tæt befolket område og krydses af flere jernbanelinjer.
Inja fryser til i begyndelsen af november og er frosset over til forårsflommen i midten af april. Ved høj vandstand benyttes den, sammen med de største bifloder, til flådning af tømmer.